# Masty (Bílý Újezd)
Masty (německy Mast) je malá vesnice, část obce Bílý Újezd v okrese Rychnov nad Kněžnou. Nachází se asi 1 km na severovýchod od Bílého Újezda na svahu nad korytem Zlatého potoka.
Masty zahrnují osadu Polom, která se nachází východně na samém okraji rozsáhlého kamenolomu.
V roce 2009 zde bylo evidováno 50 adres. V roce 2001 zde trvale žilo 70 obyvatel.
Masty je také název katastrálního území o rozloze 1,76 km2.

## Pamětihodnosti
Dle pověsti zde stávala tvrz, která údajně zanikla v polovině 17. století. V písemných záznamech však jakýkoliv doklad chybí. Dominantou vsi je kaple Navštívení Panny Marie z roku 1834.

## Zajímavosti
- Kilometr východně od Mastů se nachází činný kamenolom.
- V jižní části vsi Masty bývaly celkem tři lomy pískovcového kamene. O tento kámen byl pro jeho tvrdost a stálost vždy velký zájem. Vyrobilo se z něho tisíce mezníků pro opočenské panství, sloužil ke zhotovování zárubní a prahů ke dveřím, žlabů a podobných kamenných výrobků. Když se na počátku 20. století rozšířil cement a pálené cihly, provoz lomu se značně omezil. Tehdy se kámen lámal většinou už jen na stavby. Ani to však neuchránilo lom před uzavřením, ke kterému došlo nedlouho poté.